# Beto Marubo
Beto Marubo (Amazonas, Vale do Javari - aldeia Maronal, 1976), nascido Wino Këyshëni, é um líder indígena da etnia Marubo, integrante da União dos Povos Indígenas do Vale do Javari (Unijava). É referência na questão dos indígenas isolados.
Trabalhou durante 12 anos ao lado do indigenista Bruno Pereira na proteção de 16 povos isolados da região do Vale do Javari, no Amazonas. Em 2003, chefiou a proteção etnoambiental no Rio Madeirinha, em Rondônia. Por conta de ameaças de morte, viaja para a região do Vale do Javari acompanhado por seguranças da Força Nacional de Segurança Pública.

## Carreira
Beto Marubo deixou sua aldeia nas nascentes do Rio Curuçá aos 17 anos para aprender a contar e a falar português, porque os Marubo eram muito enganados nas relações comerciais da venda da borracha de seringa. Ele foi um dos jovens escolhidos para estudar na cidade de Cruzeiro do Sul, no Acre.
Ele retornou depois de concluir o Ensino Médio e se juntou ao movimento indígena que coordenava uma parceria com a Funai para demarcação de Terras Indígenas. Nesse momento, aos 22 anos, Beto conheceu Sydney Possuelo, que o convidou para trabalhar com a proteção dos índios isolados. Algum tempo depois, Beto Marubo foi nomeado chefe de fiscalização da Funai em Atalaia do Norte, quando começou a trabalhar com o indigenista Bruno Pereira. Em 2014, Beto assumiu a proteção do Vale de Javari, por meio da Unijava, que representa os povos Marubo, Mayoruna, Matis, Kanamary, Kulina, e os recentemente Korubo e Tsohón-Djapa.
| “             | O Vale do Javari está em uma região estratégica e serve de ponte dos rios voadores. Se você destrói essa terra, a água não chega nas demais regiões do país. | ” |
| — Beto Marubo | |   |

Com a eleição de Bolsonaro, a Unijava convocou Beto Marubo a atuar em Brasília, para que as denúncias não fossem mais realizadas por carta ou e-mail, mas sim diretamente junto aos órgãos cabíveis. Essa representação acabou por se tornar o principal polo de articulação do movimento, porque, todas as organizações que têm influência sobre questões indígenas têm instâncias superiores em Brasília (como Funai, Secretaria Especial de Saúde Indígena, e Ministério da Educação). Assim, passaram a somar esforços diante da questão territorial.
Em setembro de 2022, foi o entrevistado do Programa Roda Viva. Durante o governo de transição, foi escalado para coordenar um grupo técnico sobre indígenas isolados. Em novembro de 2022, quando da notícia sobre a criação do Ministério dos Povos Indígenas, Beto Marubo foi cotado para o cargo pelos indígenas, para que as deputadas federais eleitas Sônia Guajajara e Célia Xakriabpa fossem mantidas em seus cargos, não desfalcando o  espaço conquistado pelos povos indígenas.

## Povos isolados
Remota inclusive para os padrões amazônicos, a Terra Indígena Vale do Javari é a região do planeta com maior concentração de povos isolados. Há séculos, esses indígenas compartilham território com os demais.
| “             | A minha família, por exemplo, planta roçado, e os indígenas isolados vão lá colher banana, mudar de plantas e outras coisas lá das nossas roças. | ” |
| — Beto Marubo | |   |

Uma das ameaças aos povos isolados é a evangelização. Beto Morubo indica que a Unjava já precisou retirar missionários americanos de dentro do Rio Itaguaí. Ele ainda aponta que o governo de Jair Bolsonaro chegou a colocar um missionário para coordenar o setor de índios isolados.
Outras ameaças são o narcotráfico e as quadrilhas organizadas dentro das casas indígenas; que prosperam porque a Funai não tem poder de polícia. O assassinato de Dom e Bruno no Vale do Javari é um exemplo dessa situação. Para o enfrentamento dessas questões, Beto Marubo acredita que o Exército, a Aeronáutica, a Marinha, o Ibama e a Funai precisam participar.
| “             | Meus ancestrais falavam de missionários católicos da Espanha e de Portugal, de barões da borracha peruanos e empresas madeireiras. As histórias que minha geração conta são de missionários evangélicos fundamentalistas, mineradores ilegais e gangues de pescadores financiadas por redes de tráfico de drogas. | ” |
| — Beto Marubo | |   |

## Bruno Pereira e Dom Phillips
Antes de atuar na Unijava Beto Marubo já trabalhava na Funai, e foi lá que conheceu Bruno Pereira. Em um concurso do órgão, em 2010, Marubo recebeu vários candidatos, entre ele Bruno, que se destacou e foi levado para a terra indígena.
Ao assumir a representação da Unijava em Brasília Marubo convidou Bruno Pereira para o trabalho de vigilância territorial do Vale do Javari.
Dom Phillips procurou Marubo para fazer matérias sobre a equipe de vigilância da Unijava para o jornal The Guardian.
| “ | Olha, Dom, uma das populações mais vulneráveis são os isolados. A gente tem que dar ênfase aos isolados. | ” |

## Mudanças climáticas
Beto Marubo indica que, as lideranças indígenas têm percebido o aumento da temperatura no interior da Floresta Amazônica; o que dificulta a caça: o terreno fica ressacado e muitas folhas caem das árvores, o que produz barulho aos passos dos indígenas, sendo ouvido pela caça que foge antes de estar ao alcance dos caçadores. Além disso, algumas espécies de árvores vitais para alguns animais já produzem menor quantidade de frutas. A seca é um período normal dos rios, mas de forma mais amena do que tem sido visto nos últimos anos. Essa seca grave dos rios leav à morte de grande quantidade de peixes, levando à escassez de alimento para aquela região.